# A végső rítus
A végső rítus (eredeti cím: The Ritual) 2025-ben bemutatott amerikai horrorfilm, amelyet David Midell és Enrico Natale forgatókönyvéből Midell rendezett. A főbb szerepekben Al Pacino, Dan Stevens, Ashley Greene és Abigail Cowen látható.
A filmet 2025. június 6-án mutatta be az XYZ Films. Magyarországon 2025. július 10-én került a mozikba az ADS Service forgalmazásában. Általánosságban negatív visszajelzéseket kapott a kritikusoktól.

## Cselekmény
1928-ban az iowai Earling kisvárosban egy Emma Schmidt nevű fiatal nő ijesztő és megmagyarázhatatlan jelenségektől kezd szenvedni: éjszakai rémálmok, erőszakos kitörések és hasonlók. Ráadásul olyan nyelveken szokott beszélni, amelyeket nem ért, és természetellenes gyűlöletet érzett minden szent dolog iránt. A családtagjai, akik elkötelezett katolikusok voltak, azt hitték, hogy megszállták, és az egyháztól kértek segítséget. Kétségbeesett kérésük Theophilus Riesinger atyához, egy tapasztalt német-amerikai paphoz jut el, aki ritka, engedélyezett ördögűzéseiről ismert.
Riesinger atya idős és megviselt, de hitében továbbra is szilárdan kitart. Oda utazik a fitatal Joseph Steiger atyával, aki hitbeli válságban van. Steiger, akit bátyja nemrég elkövetett öngyilkossága kísért, és csalódott az egyház mentális betegségekkel szembeni bánásmódjában, szkeptikus a démoni megszállottsággal kapcsolatban. Azonban amikor találkozik Emmával, és tanúja lesz a lány cselekedeteinek, természetfeletti hangjának, rendkívüli fizikai erejének, valamint annak, hogy soha nem hallott személyes bűnökről tud mesélni, meggyőződése erodálódni kezd.

## Szereplők
| Szerep                    | Színész              | Magyar hang        |
| ------------------------- | -------------------- | ------------------ |
| Theophilus Riesinger atya | Al Pacino            | Reviczky Gábor     |
| Joseph Steiger atya       | Dan Stevens          | Bozsó Péter        |
| Rose nővér                | Ashley Greene        | Bogdányi Titanilla |
| Emma Schmidt              | Abigail Cowen        | Berkes Boglárka    |
| Bishop Edwards            | Patrick Fabian       | Czvetkó Sándor     |
| Főtisztelendő Anya        | Patricia Heaton      |                    |
| Camila nővér              | María Camila Giraldo |                    |
| Sarah nővér               | Meadow Williams      | Németh Kriszta     |
| Dr. Fabian                | Enrico Natale        |                    |
| Chester                   | Ritchie Montgomery   | Bartók László      |

### Magyar változat
- Magyar szöveg: Kis János
- Hangmérnök és szinkronrendező: Kelemen Tamás
- Gyártásvezető: Molnár Melinda
- Rendezőasszisztens: Fazekas Eszter
- Produkciós vezető: Kovács Anita

A szinkront a Dream Voice Stúdió készítette el.

## A film készítése
2023 júliusában Al Pacino és Ben Foster leszerződött a film főszerepére. 2024 januárjában a forgatás a Mississippi állambeli Natchezben kezdődött. Három hónappal később kiderült, Foster elhagyta a projektet, helyére Dan Stevens került. A filmet az 1935-ben megjelent Begone Satan! című könyv ihlette.

## Bemutató
A végső rítus 2025. június 6-án jelent meg az Amerikai Egyesült Államokban az XYZ Films forgalmazásában. Az eredeti tervek szerint 2025. április 18-án jelent volna meg. A filmet először 2025. május 30-án mutatták be az Egyesült Királyságban és Írországban.

### Bevételi adatok
A film 2025. június 6-án került a mozikba a Balerina, a The Life of Chuck, az I Don't Understand You és a Veszélyes állatok mellett, és 527 118 dolláros hazai, valamint 1 812 891 dolláros nemzetközi bevételt hozott, ami világszerte 2 340 009 dolláros összbevételt eredményezett.